# Isla Foca (Malvinas)
La isla Foca (en inglés: Sea Dog Island) es una de las islas Malvinas. Se encuentra al frente del cabo Sarmiento, en el extremo suroeste de la isla Gran Malvina, cerca de la entrada al canal Colón.
El extremo oeste de esta isla es uno de los puntos que determinan las líneas de base de la República Argentina, a partir de las cuales se miden los espacios marítimos que rodean al archipiélago.